# Europa de Sud-Est

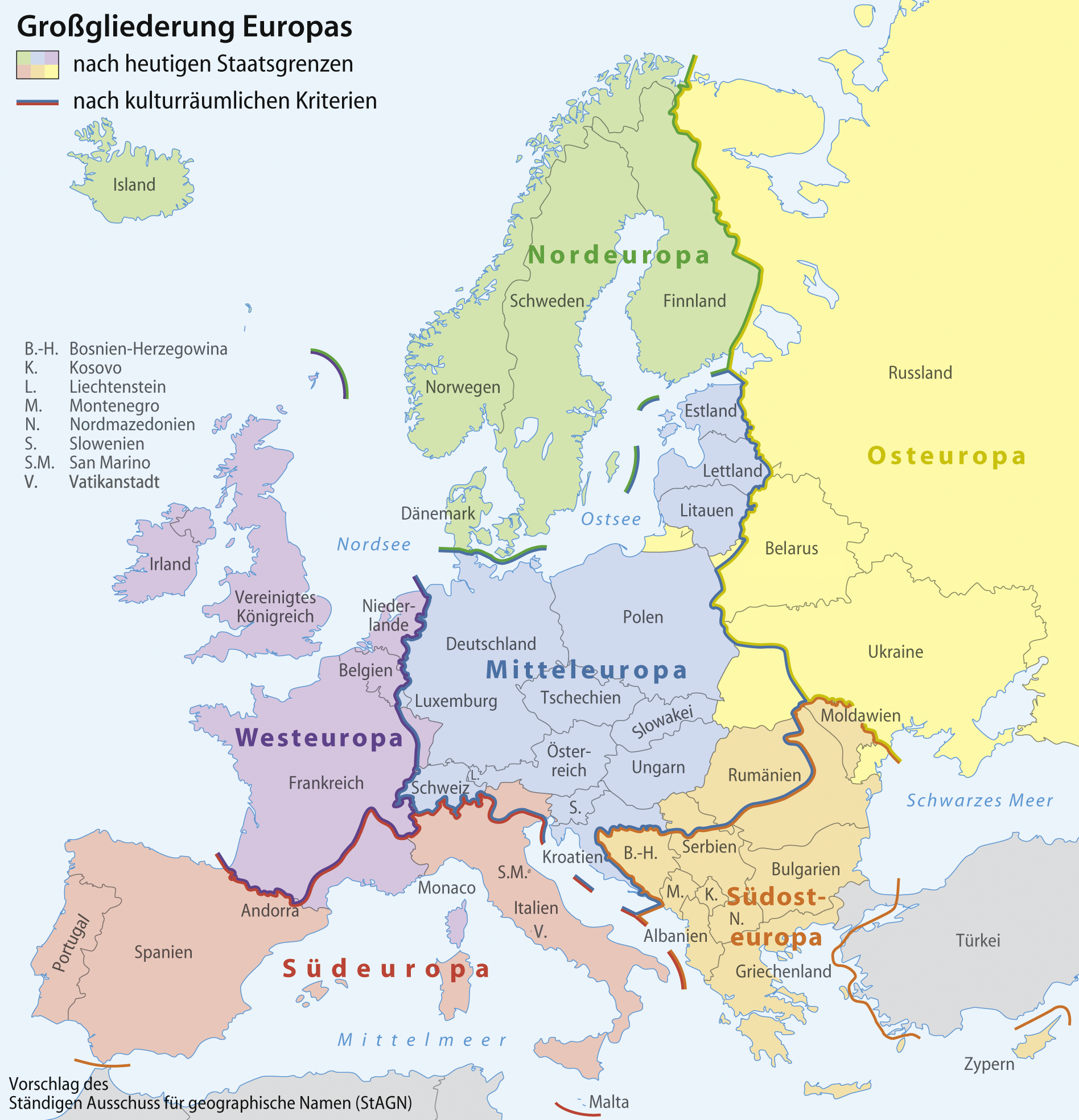
Împărțirea Europei pe criterii culturale

Europa de Sud-est este o regiune din Europa care cuprinde următoarele țări:
- Albania
- Bosnia și Herțegovina
- Bulgaria
- Cipru[1][2]
- Croația[3][4][5]
- Grecia
- Ungaria[6][7][8]
- Kosovo[a]
- Macedonia de Nord
- Republica Moldova
- Muntenegru
- România
- Serbia
- Slovenia
- Turcia (partea europeană, doar 5 procente din teritoriu)

Câteodată, Republica Moldova, Ungaria, Slovenia, partea europeană a Turciei și Cipru sunt excluse:
- Cazul Republicii Moldova este dezbătut între, pe de-o parte, istoricii și romaniștii care iau în considerare trecutul, limba și cultura băștinașilor, și pe de altă parte specialiștii în slavistică sau sovietologie, care iau în considerare apartenența Basarabiei la Imperiul Rus, mai târziu la Uniunea Sovietică și astăzi la C.S.I.: primii o includ în Europa de Sud-Est, ceilalți în Europa de Răsărit;
- Ungaria și Slovenia sunt considerate de mulți autori, mai ales germani și anglo-saxoni, ca făcând parte din Europa centrală;
- Cazul Turciei europene este dezbătut între autorii cu punct de vedere politic, care o exclud din Europa luând în considerare apartenența regiunii la o țară asiatică în proporție de 96 %, și cei cu punct de vedere geografic care o includ și o socotesc europeană, luând în considerare trecutul regiunii și apartenența sa tradițională la Europa;
- Cazul Ciprului este dezbătut între autorii cu punct de vedere politic, care o includ în Europa de Sud-Est luând în considerare apartenența insulei la Uniunea Europeană, și ceilalți care o exclud și o socotesc asiatică, luând în considerare distanța geografică față de coastele Asiei.